# ریچارد والاس
ریچارد والاس (انگلیسی: Richard Wallace؛ ۲۶ اوت ۱۸۹۴ – ۳ نوامبر ۱۹۵۱) یک کارگردان اهل آمریکا بود.

## گزیدهٔ فیلم‌شناسی
- حادثه در بالتیمور (۱۹۴۹)
- سندباد دریانورد (۱۹۴۷)
- بخاطر او (۱۹۴۶)
- عروسِ اشتباهی (۱۹۴۴)
- شبی بیادماندنی (۱۹۴۲)
- یک دختر، یک مرد و یک ملوان (۱۹۴۱)
- او همه جواب‌ها را می‌دانست (۱۹۴۱)
- شکوفه‌هایی در برادوی (۱۹۳۷)
- هدیهٔ عروسی (۱۹۳۶)
- هشت دختر در یک کشتی (۱۹۳۴)
- فردا و فردا (۱۹۳۲)
- تندر درون (۱۹۳۲)
- مرد دنیادیده (۱۹۳۱)
- مرخصی هفت‌روزه (۱۹۳۰)
- حقِ عشق ورزیدن (۱۹۳۰)
- بی‌گناهانِ پاریس (۱۹۲۹)
- خوش‌اخلاق باش بانو (۱۹۲۸)
- زیبایی آمریکایی (۱۹۲۷)
- رَگِـدی رُز (۱۹۲۶)
- کار دنیا به کجا رسیده؟ (۱۹۲۶)
- و ناگهان عمه آمد (۱۹۲۶)
- مادام میستری (۱۹۲۶)